# Цинантус сірогорлий
Цина́нтус сірогорлий (Phaeoptila sordida) — вид серпокрильцеподібних птахів родини колібрієвих (Trochilidae). Ендемік Мексики. Раніше цей вид відносили до роду Цинантус (Cynanthus), однак за результатами молекурярно-філогенетичних досліджень 2014 і 2017 років він був переведений до відновленого монотипового роду Сірогорлий цинантус (Phaeoptila).

## Опис

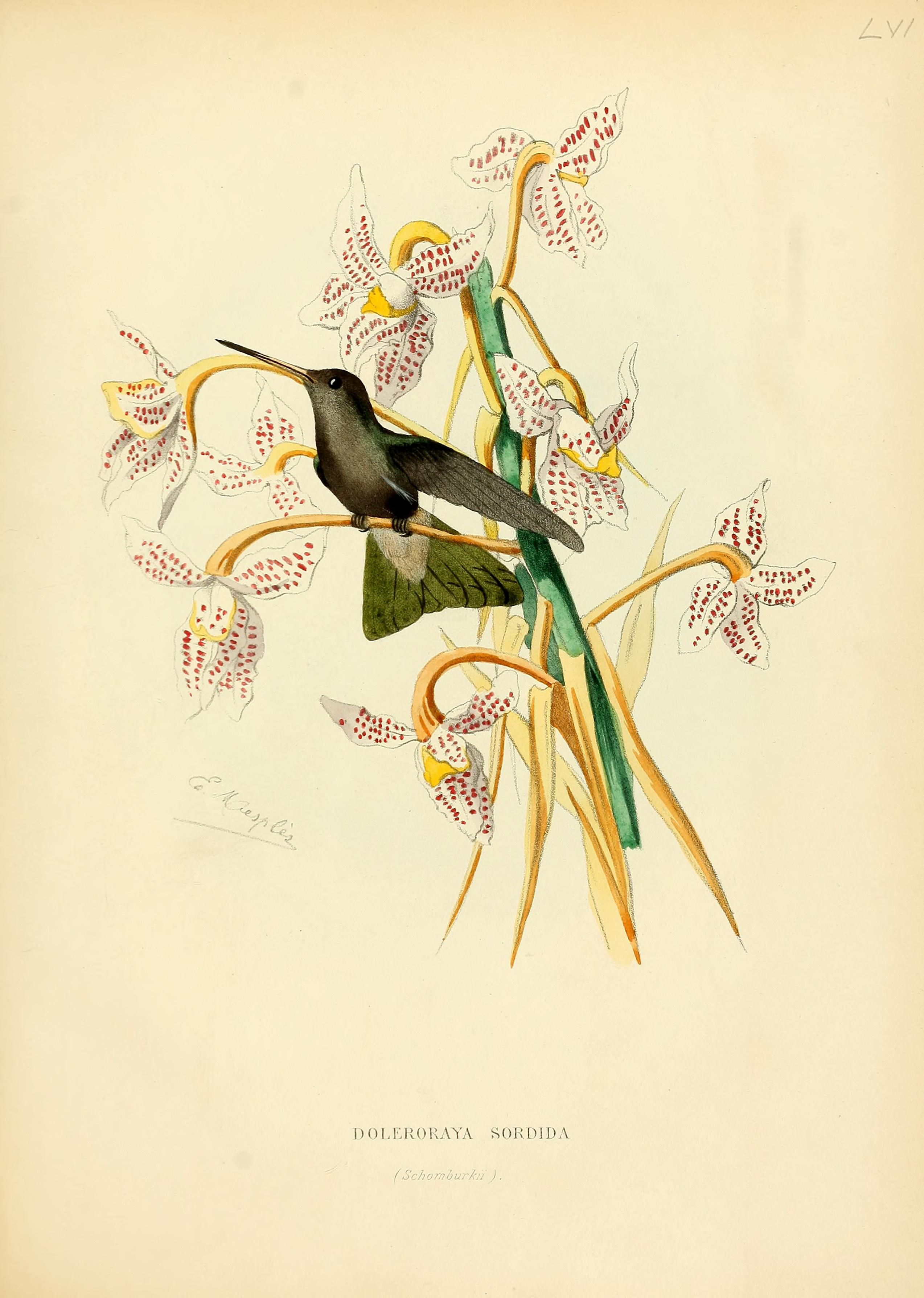
Сірогорлий цинантус

Довжина птаха становить 9-10,6 см, вага 4,3-4,7 г. У самців верхня частина тіла бронзово-зелена, тім'я і надхвістя мають коричнюватий або сіруватий відтінок. Хвіст тьмяно-зеленувато-бронзовий або сірувато-коричневий з зеленуватим відблиском, стернові пера біля основи більш темні. Скроні чорнуваті, за очима білуваті смуги. Нижня частина тіла темно-сіра, поцяткована зеленуватими плямками, гузка світліша, охриста. Лапи покриті білим пуховим пір'ям. Дзьоб дещо вигнутий, яскраво-червоний з чорним кінчиком. 
Самиці мають подібне забарвлення, однак верхня частина дзьоба у них чорна, а нижня червона з чорним кінчиком. Крайні стернові пера у них мають чорнувато-синю смугу на кінці, стернові пера мають білуваті кінчики. Забарвлення молодих птахів є подібне до забарвлення самиць, однак стернові пера у них мають охристі кінчики.

## Поширення і екологія
Сірогорлі цинантуси мешкають в горах на південному заході Мексики, від Мічоакана і Морелоса до Оахаки. Вони живуть в посушливих напіввідкритих і відкритих місцевостях, зокрема в чагарникових і кактусових заростях, в рідколіссях, трапляються в садах. Зустрічаються на висоті від 900 до 2250 м над рівнем моря. Живляться нектаром квітучих рослин з родів Agave, Castilleja і Opuntia, а також дрібними безхребетними. Коли сірогорлі цинантуси живляться нектаром, вони розправляють хвіст і хитають ним. Гніздування у них припадає на сезон дощів. Гніздо невелике, чашоподібне, робиться з м'якого рослинного матеріалу, зовні покривається сухим листям, гілочками і рослинним пухом, розміщується в чагарниках, на висоті від 1,2 до 2 м над землею. В кладці 2 яйця.

## Збереження
МСОП класифікує цей вид як такий, що не потребує особливих заходів зі збереження. За оцінками дослідників, популяція сірогорлих цинантусів становить від 50 до 500 тисяч дорослих птахів. Ця популяція є стабільною.